# Selago morrisii
Selago morrisii är en flenörtsväxtart som beskrevs av Robert Allen Rolfe. Selago morrisii ingår i släktet Selago och familjen flenörtsväxter. Inga underarter finns listade i Catalogue of Life.